# Pro smilování!
Pro smilování! (v originále Miséricorde) je francouzský hraný film z roku 2024, který režíroval Alain Guiraudie podle vlastního scénáře. Film měl světovou premiéru na filmovém festivalu v Cannes dne 20. května 2024.

## Děj
Jérémie se vrací do vesnice v Aveyronu, kde vyrůstal jako dítě. Přijíždí na pohřeb pekaře, svého bývalého šéfa. Dojatá vdova mu navrhne, aby strávil noc v jejich domě. Jérémie se rozhodne pár dní ve vesnici zůstat. Setká se s Walterem, bývalým kamarádem, který žije izolovaně na své farmě, a poznává kněze Philippa.

## Obsazení
| Félix Kysyl          | Jérémie Pastor         |
| Catherine Frot       | Martine Rigal          |
| Jacques Develay      | kněz Philippe Griseul  |
| Jean-Baptiste Durand | Vincent Rigal          |
| David Ayala          | Walter Bonchamp        |
| Sébastien Faglain    | četník                 |
| Salomé Lopes         | četnice                |
| Tatiana Spivakova    | Annie, Vincentova žena |

## Ocenění
- Cena Louise Delluca
- César: nominace v kategoriích nejlepší film, nejlepší režie (Alain Guiraudie), nejlepší herec ve vedlejší roli (David Ayala, Jacques Develay), nejlepší herečka ve vedlejší roli (Catherine Frot), nejslibnější herec (Félix Kysyl), nejlepší původní scénář (Alain Guiraudie), nejlepší kamera (Claire Mathon)